# Mendocino Homeland EP
Mendocino Homeland é um EP da banda The Lookouts, lançado em 1990 pela Lookout! Records. O EP foi produzido pelo Kevin Army e o The Lookouts, as músicas gravadas no Sergay’s Sound Emporium em Berkeley, e foi masterizado por John Golden no K-Disc em Hollywood.

## Lista de músicas
1. I Saw Her Standing There;
2. Judgement Day;
3. Relijion Ain’t Kül;
4. Mendocino Homeland.